# Đurakovo
Đurakovo (izvirno srbsko Ђураково) je naselje v Srbiji, ki upravno spada pod Občino Veliko Gradište; slednja pa je del Braničevskega upravnega okraja.

## Demografija
V naselju, katerega izvirno (srbsko-cirilično) ime je Ђураково, živi 266 polnoletnih prebivalcev, pri čemer je njihova povprečna starost 42,1 let (41,4 pri moških in 42,8 pri ženskah). Naselje ima 98 gospodinjstev, pri čemer je povprečno število članov na gospodinjstvo 3,45.
To naselje je, glede na rezultate popisa iz leta 2002, večinoma srbsko, a v času zadnjih treh popisov je opazno zmanjšanje števila prebivalcev.
|  |

| Demografija | Demografija     | Demografija     |
| Leto        | Št. prebivalcev | Št. prebivalcev |
| ----------- | --------------- | --------------- |
|             |                 |                 |
|             |                 |                 |
|             |                 |                 |
|             |                 |                 |
| 1948        | 664             |                 |
| 1953        | 687             |                 |
| 1961        | 658             |                 |
| 1971        | 577             |                 |
| 1981        | 634             |                 |
| 1991        | 532             | 404             |
| 2002        | 521             | 338             |
|             |                 |                 |

| Etnična sestava po popisu iz leta 2002 | Etnična sestava po popisu iz leta 2002 | Etnična sestava po popisu iz leta 2002 | Etnična sestava po popisu iz leta 2002 | Etnična sestava po popisu iz leta 2002 |
| -------------------------------------- | -------------------------------------- | -------------------------------------- | -------------------------------------- | -------------------------------------- |
| Srbi                                   | Srbi                                   |                                        | 309                                    | 91,42%                                 |
| Romi                                   | Romi                                   |                                        | 22                                     | 6,50%                                  |
| Romuni                                 | Romuni                                 |                                        | 2                                      | 0,59%                                  |
| Črnogorci                              | Črnogorci                              |                                        | 1                                      | 0,29%                                  |
| Makedonci                              | Makedonci                              |                                        | 1                                      | 0,29%                                  |
| Jugoslovani                            | Jugoslovani                            |                                        | 1                                      | 0,29%                                  |
| Neznano                                | Neznano                                |                                        | 2                                      | 0,59%                                  |